# Kudymkar
Kudymkár (in russo e in permiaco Кудымка́р) è una città della Russia situata nel kraj di Perm' alla confluenza dei fiumi In'va e Kuva. La città fu fondata nel XVI secolo.
Fino al 1º dicembre 2005 è stata capoluogo del circondario autonomo dei Komi-Permiacchi in seguito inglobato nel kraj di Perm'.
La città è un piccolo centro industriale (tessile, legno e mobili).